# Alburtis, Pennsylvania
Alburtis, Pennsylvania (енгл. Alburtis) град је у америчкој савезној држави Пенсилванија.

## Демографија
По попису из 2010. године број становника је 2.361, што је 244 (11,5%) становника више него 2000. године.
| Група             | 2000.         | 2010.         |
| Белци             | 2.048 (96,7%) | 2.127 (90,1%) |
| Афроамериканци    | 7 (0,3%)      | 47 (2,0%)     |
| Азијати           | 30 (1,4%)     | 30 (1,3%)     |
| Хиспаноамериканци | 18 (0,9%)     | 131 (5,5%)    |
| Укупно            | 2.117         | 2.361         |